# Carlos Rasch
Carlos Rasch (ur. 6 kwietnia 1932 w Kurytybie, zm. 7 stycznia 2021 w Brieselang) – pisarz niemiecki, autor powieści i opowiadań z dziedziny fantastyki naukowej.

## Życiorys
Urodził się w 1932 roku w Brazylii. W 1938 roku wyjechał do Niemiec. Po II wojnie światowej osiadł w Falkensee koło Berlina, gdzie rozpoczął pracę jako tokarz. W latach 1951–1965 pracował jako dziennikarz. W 1961 roku zadebiutował powieścią Łowcy asteroidów, zekranizowaną w 1970 roku jako Sygnały MMXX. Opublikował wiele opowiadań i powieści z dziedziny fantastyki naukowej. Wiele z nich zostało przetłumaczonych na inne języki. Był aktywistą międzynarodowego ruchu science-fiction, przewodniczącym klubu SF w Falkensee.